# Veselin Popović
Veselin Popović (* 1. Juli 1975 in Vrbas, SFR Jugoslawien) ist ein ehemaliger serbischer Fußballspieler.
Popović spielte als Jugendlicher bei Obilić und OFK Belgrad. In Deutschland war der Mittelstürmer für den FSV Zwickau (bis 1999), Dynamo Dresden (1999/2000), FC Erzgebirge Aue (2000/01), 1. FC Schweinfurt 05 (2002 bis 2004), und Wacker Burghausen (2004 bis 2006) aktiv, ehe er zum SV Wehen wechselte. Für Schweinfurt und Burghausen war er 24-mal in der zweiten Bundesliga im Einsatz, dabei erzielte er vier Tore. In der Saison 2007/08 stand er bei Sportfreunde Siegen in der deutschen Regionalliga Süd unter Vertrag. Nach dem Abstieg und Insolvenz der Siegener Sportfreunde verließ Popović den Verein.